# Michael Shin
Michael Shin (Koreaans: 신우현, Shin Woo-hyun, Seoel, 23 augustus 2004) is een Zuid-Koreaans autocoureur.

## Carrière

### Karting
Shin begon zijn autosportcarrière in het karting in zijn thuisland Zuid-Korea in 2020. Na een jaar vertrok hij uit het karting, omdat Korea volgens hem "geen goede omgeving voor mij was om me te ontwikkelen".

### Formule 4
In 2021 testte Shin Formule Renault 2.0- en Formule 4-wagens in het Verenigd Koninkrijk. In 2022 begon hij zijn carrière in het formuleracing in het Formule 4-kampioenschap van de Verenigde Arabische Emiraten, waarin hij uitkwam voor JHR Developments. Hij kende een moeilijk debuut, waarin een dertiende plaats op het Yas Marina Circuit zijn beste resultaat was. Hij eindigde puntloos op plaats 29 in het klassement. Wel behaalde hij twee podiumfinishes in het rookieklassement, waarin hij met 120 punten zevende werd.
In de rest van 2022 nam Shin deel aan het Brits Formule 4-kampioenschap voor Virtuosi Racing. In het tweede weekend op Brands Hatch behaalde hij zijn eerste overwinning in de klasse, en tegen het eind van het jaar behaalde hij op hetzelfde circuit zijn tweede podiumplaats. Met 87 punten werd hij elfde in de eindstand. Aan het eind van het jaar nam hij deel aan de Formule 4-klasse van de FIA Motorsport Games. Hij eindigde als zesde in de kwalificatierace, maar in de hoofdrace kwam hij met een ronde achterstand op plaats 23 over de finish.

### Formule Regional
Shin begon 2023 in het Formula Regional Middle East Championship bij het team Prema Racing. Hij behaalde zijn eerste podiumplaats in de klasse in de voorlaatste race op Yas Marina. Met 35 punten werd hij veertiende in het kampioenschap.

### GB3
In 2023 stapte Shin over naar het GB3 Championship, waarin hij uitkwam voor Hitech Grand Prix. Een vierde plaats op het Oulton Park Circuit was zijn beste resultaat en hij werd met 144 punten achttiende in het klassement.

### Formule 3
In 2023 debuteerde Shin in het FIA Formule 3-kampioenschap voor het team PHM Racing by Charouz tijdens het weekend op de Hungaroring als vervanger van McKenzy Cresswell. Een zeventiende plaats in de seizoensfinale op het Monza was zijn beste resultaat.